# Wytze Keuning

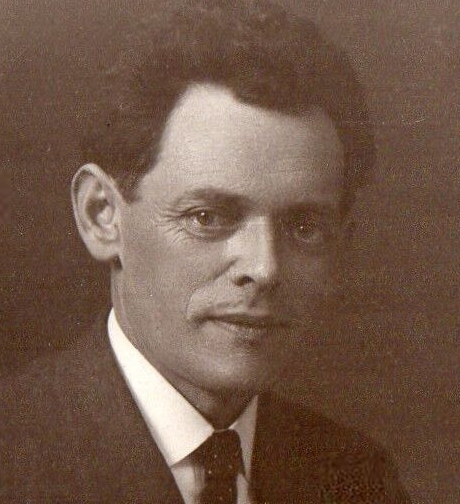
Wytze Keuning 1918

Wytze (schrijversnaam) of Wietse (geboortenaam) Keuning (Tolbert, 21 december 1876 - Groningen, 14 december 1957) was een Nederlands onderwijzer, auteur en muziekrecensent voor het Nieuwsblad van het Noorden. Samen met letterkundige Josef Cohen schreef hij drie series succesvolle schoolboekjes en een jeugdboek met volkssprookjes. Voorts schreef hij enkele korte verhalen in verscheidene regionale dagbladen, drie streekromans en een driedelige "Indische roman uit de derde eeuw voor Christus", getiteld Asoka. Keuning had het manuscript voor een tweedelige historische roman, Helena, over de moeder van de Romeinse keizer Constantijn de Grote, af,  maar hij stierf voor tot uitgeven kon worden overgegaan.

## Privé
Wytze Keuning werd in 1876 in Tolbert geboren als tweede kind in het gezin van Klaas Jurjens Keuning, huisschilder en caféhouder, (1845-1928) en Grietje Wijtzes van der Velde (1852-1922) dat uiteindelijk uit 12 kinderen zou bestaan.
In augustus 1904 trouwde hij met Martje Vermeulen (Tolbert, 1879 - Haren, 1965), met wie hij in maart 1906 een zoon, Klaas Jannes (Klaas) kreeg. Nadat hij in mei 1914 van Martje Vermeulen was gescheiden, trouwde hij in juli 1915 met Frouwiena Abresch (Groningen, 1882 - Groningen, 1963). Samen kregen ze in januari 1918 een zoon, Frederik Johan (Frits). 
Op 14 december 1957 stierf Wytze Keuning aan een hersenbloeding.

## Onderwijzer
Nadat hij in april 1896 zijn onderwijzersakte had gehaald, werd Keuning in mei benoemd tot onderwijzer in Niekerk, en in november 1896 tot onderwijzer in Helpman, toen behorend tot de gemeente Haren. In juli 1899 behaalde hij zijn hoofdonderwijzersakte. Vanaf januari 1901 was Keuning werkzaam als onderwijzer in de stad Groningen tot 1910, met een onderbreking tussen 1904 en 1906 toen hij om gezondheidsredenen enige tijd niet werkzaam was in het onderwijs maar bij het Nieuwsblad van het Noorden eerst als corrector daarna op de redactie. In augustus 1908 slaagde hij voor het examen voor de akte Engels l.o. . Van 1910 tot 1913 was Keuning hoofd van de openbare lagere school in Meeden, waar hij ook lid was van de “commissie tot wering van schoolverzuim”.  De akte Frans l.o. werd door Keuning in augustus 1912 gehaald. Niet veel later, in november 1913, keerde Keuning terug naar de stad Groningen en werd onderwijzer aan de 1e Voortzettingsschool. Zijn benoeming tot hoofd van o.l. school XV volgde in mei 1927. Toen deze school in 1932 sloot, werd hij overgeplaatst en benoemd tot hoofd van school XX. Om het overschot aan onderwijzers op te lossen, werd op 1 maart 1936 het “reglement op de voorloopige pensioneering der onderwijzers, die den leeftijd van 60 jaar hebben bereikt” van kracht, zodat Wytze Keuning in december 1936 om ontslag verzocht en op 2 februari 1937 het onderwijs verliet.

## Auteur

### Schoolboeken
- In 1917 kwam bij uitgeverij J.B. Wolters de serie Ons mooi en nijver Nederland uit, een viertal boekjes met aardrijkskundige verhalen dat hij samen met letterkundige Josef Cohen schreef. De auteurs stelden zich ten doel "de belangstelling der kinderen te wekken" door de boekjes "het karakter van een leesboek" te geven. De serie werd goed ontvangen en beleefde een aantal herdrukken.
- Samen met Josef Cohen schreef Wytze Keuning ook een zesdelige serie leesboekjes voor "de hoogere en voortzettingsklassen der lagere school", Nieuwe Klanken, die in 1920 en 1921 bij uitgeverij J.B. Wolters uitkwam. Ook van deze boekjes kwamen de jaren er na herdrukken uit.
- Opnieuw werkten Cohen en Keuning samen bij het schrijven van een serie schoolboekjes, getiteld In het wonderland van planten en dieren, drie leesboekjes voor de hoogste klassen van de lagere school, waarvan de eerste drukken respectievelijk in de jaren 1923, 1924 en 1925 uitkwamen, wederom bij uitgeverij J.B. Wolters.
- In 1927 verzorgden de beide auteurs in de reeks 't Boeiende boek, bestemd voor het lager en voortgezet lager onderwijs, de bundel Volkssprookjes.

### Korte verhalen

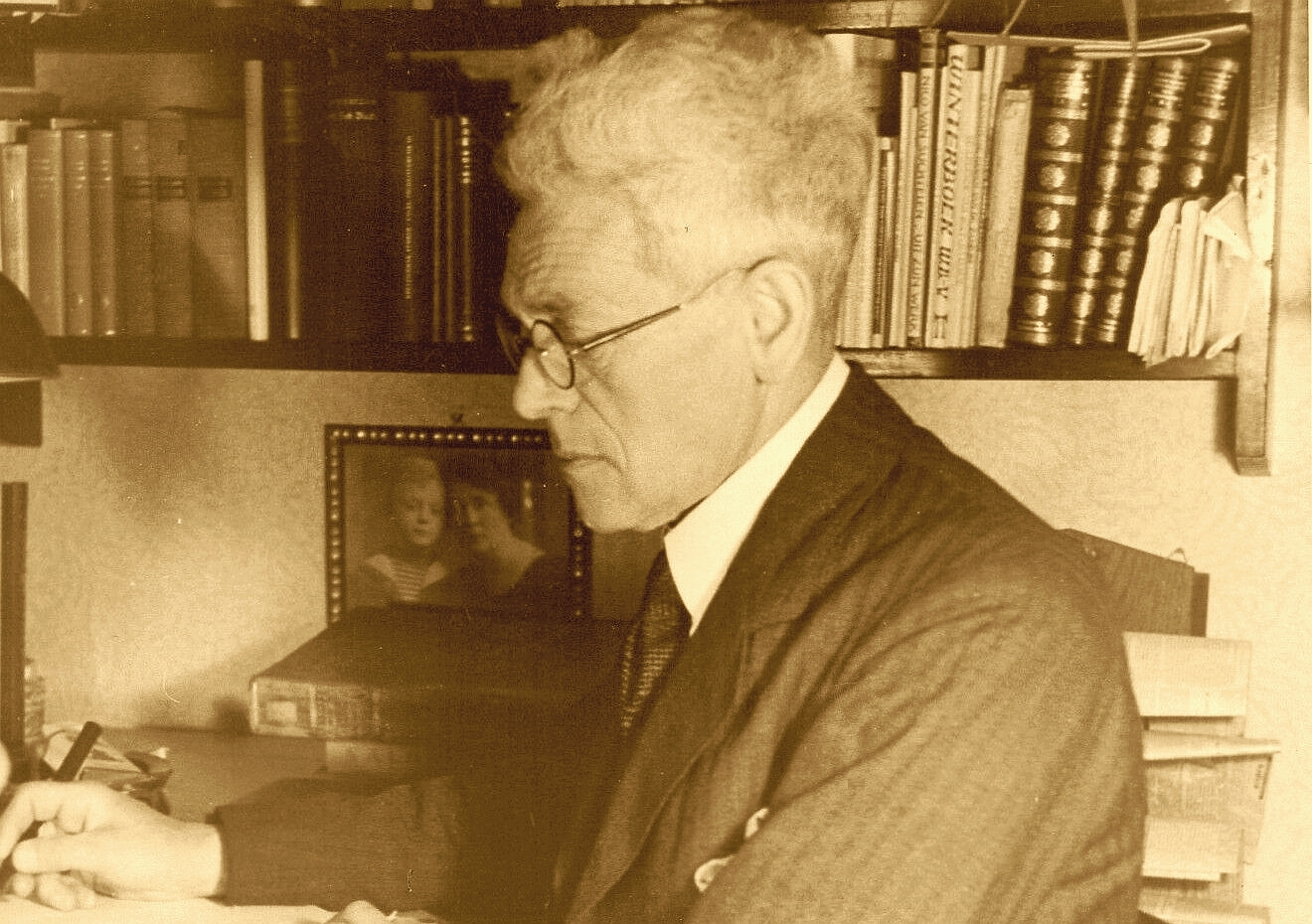

In 1919 werden in totaal vier door Keuning geschreven korte verhalen in diverse Nederlandse regionale dagbladen gepubliceerd:
- Blindje[3]
- De doode man[4]
- Te vroeg[5]
- In eenzaamheid

### Romans
- 1941 Asoka, De wilde prins, het eerste deel van een driedelige "Indische roman uit de derde eeuw voor Christus"
- 1941 Asoka, De wijze heerser, tweede deel van de trilogie Asoka
- 1942 De Fakkel, streekroman over het Groninger boerenleven
- 1944 Waarheen gij gaat, streekroman
- 1948 Asoka, De grote maner, het derde en laatste deel van Asoka
- 1950 Het Licht, vervolg op De Fakkel

De romans werden alle gepubliceerd door uitgeverij Wereldbibliotheek
Uitgeverij Ankh-Hermes gaf deel 1 van Asoka, De wilde prins, uit in 1990, waarbij stijl en woordgebruik uit het oorspronkelijke boek grotendeels gehandhaafd bleven.
Bij Rupa Publications (New Delhi) verscheen in 2011 een Engelse vertaling van de Asoka-trilogie in één hardcover band, getiteld Asoka the Great.  De vertaling is van de hand van J. Elisabeth Steur. In 2015 werd het boek in paperback gepubliceerd.
Waar Wytze Keuning de Asoka trilogie heeft opgedragen “aan mijn vrouw” is dat in Ahoka the Great veranderd in “For All the Teachers of India”.
Een andere opvallende wijziging is de titel van het derde deel: “De Grote Maner” is geworden “The World’s Great Teacher”.
In de Engelse vertaling zijn, mede in samenwerking met verschillende redacteuren, een aantal bewerkingen toegepast om het werk geschikt te maken voor uitgave in India. Ook zijn citaten toegevoegd en staan in de bibliografie werken vermeld die pas na Wytze Keunings leven zijn verschenen. In voor- en nawoord legt de vertaalster uitgebreid verantwoording af en geeft uitleg over haar motivatie om de vertaling en de bewerkingen uit tevoeren.

## Muziekrecensent

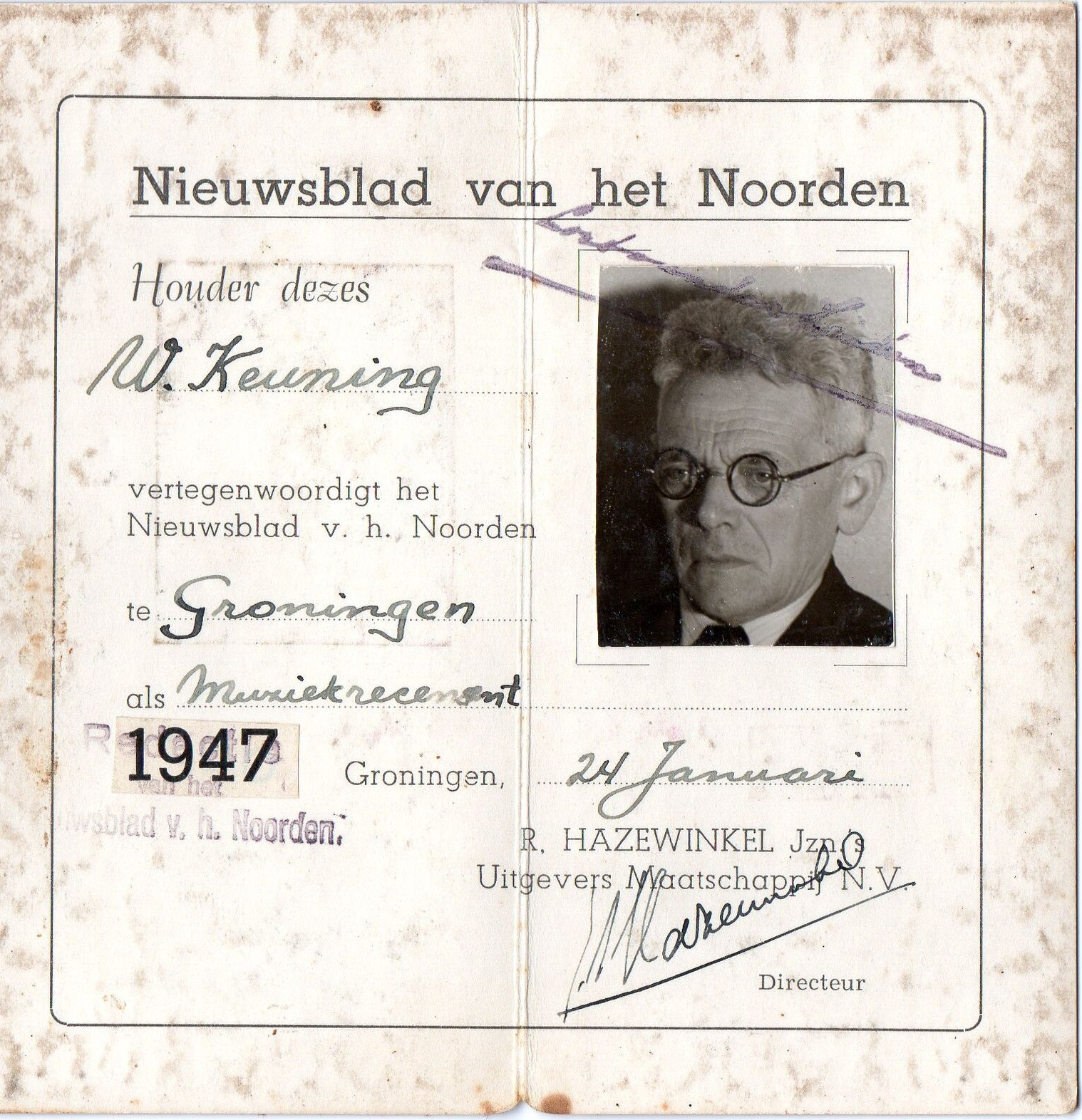
perskaart Nieuwsblad van het Noorden

Van september 1939 tot oktober 1947 schreef Wytze Keuning voor het Nieuwsblad van het Noorden ongeveer 250 recensies van klassieke muziekuitvoeringen. De recensies zijn vaak zeer uitgebreid en bevatten naast sfeerindrukken en feitelijke gegevens over de voorstellingen ook ter zake kundige behandeling en uitleg van de uitgevoerde muziek, aangevuld met anekdotes en geschiedkundige weetjes. Tussen augustus 1944 en eind januari 1947 verschijnt het Nieuwsblad van het Noorden niet.
- Digitale Bibliotheek voor de Nederlandse Letteren: keun004
- International Standard Name Identifier: 0000 0003 5621 2996
- Library of Congress Control Number: n2010214870
- Nederlandse Thesaurus van Auteursnamen: 069327904
- SNAC: w6q850g8
- Virtual International Authority File: 183250642
- WorldCat: E39PBJk8VTHcgXb7YV3CPMPxXd